# 쿨리치

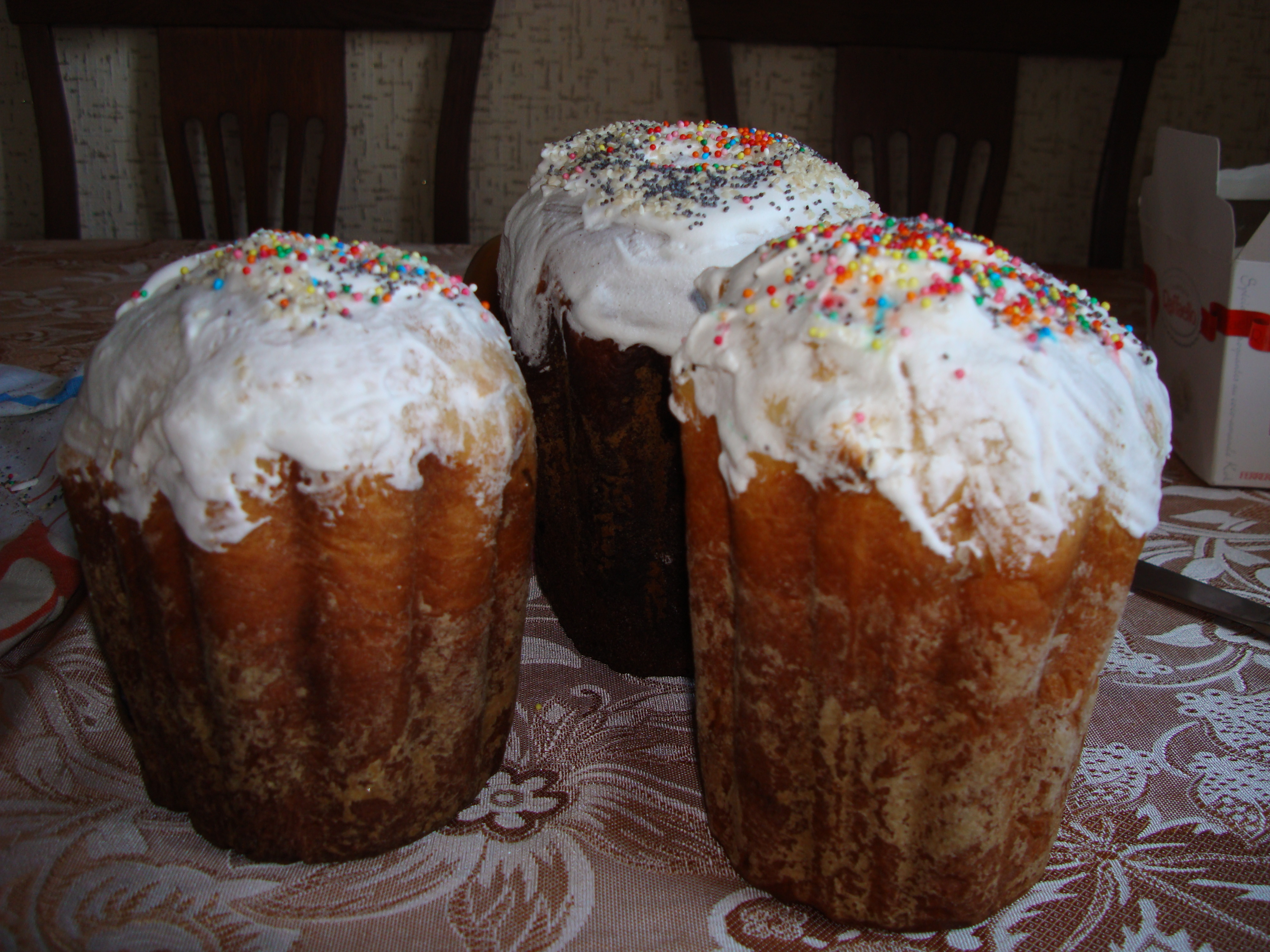
쿨리치

쿨리치(kulich)는 부활절 빵의 러시아 이름이다.